# Carl Gösta Widstrand
Carl Gösta Widstrand, född 23 december 1928 i Stockholm, död 5 november 2023 i Ottawa i Kanada, var en svensk etnograf.

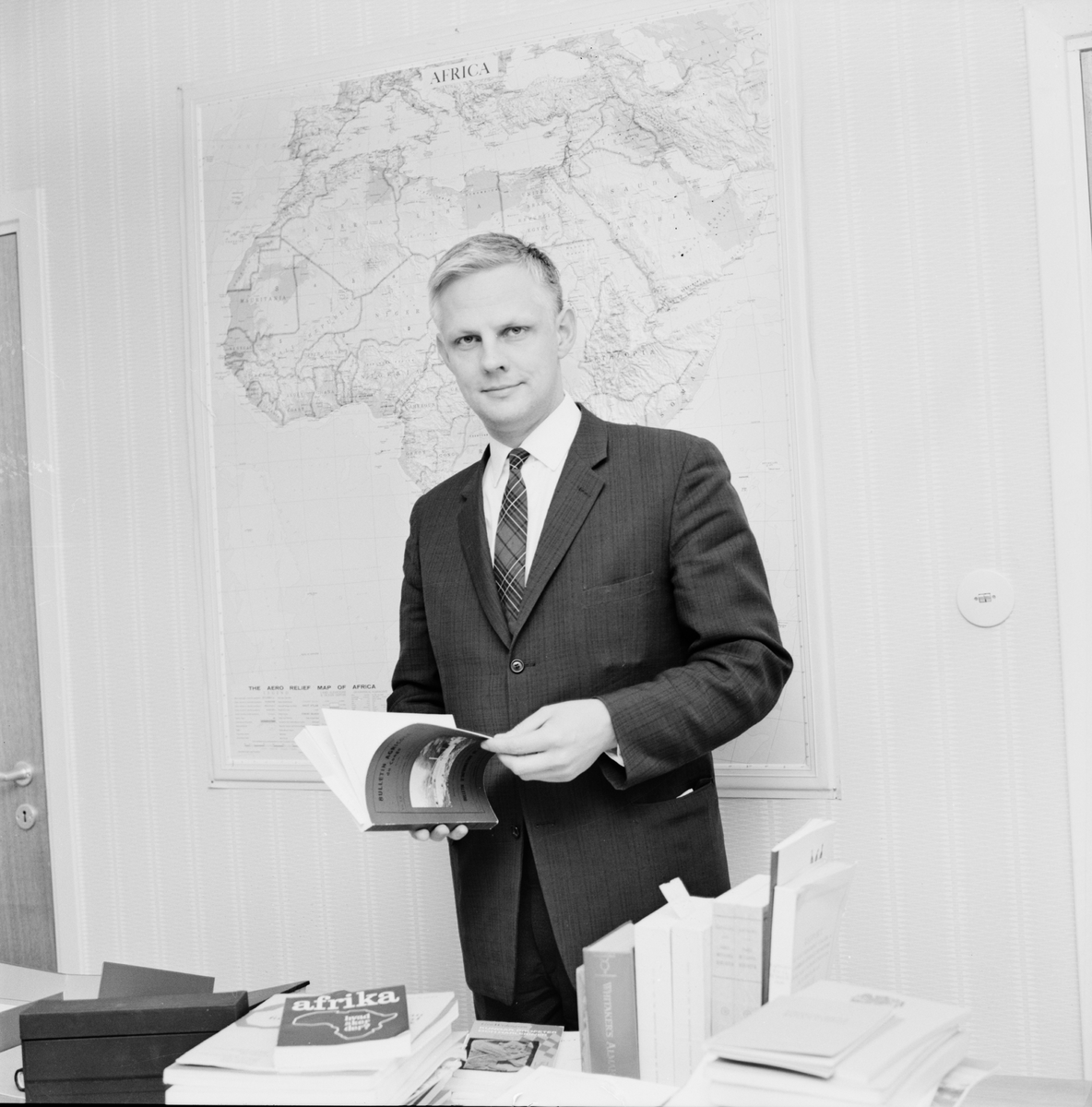
Docent Carl Gösta Widstrand, föreståndare för Nordiska Afrikainstitutet, Uppsala, november 1962

Widstrand blev filosofie kandidat vid Stockholms högskola 1952, filosofie licentiat vid Uppsala universitet 1953, filosofie doktor 1958 och docent i allmän och jämförande etnografi där samma år. Han var anställd vid Sveriges Radio 1960–1962, föreståndare för Nordiska Afrikainstitutet i Uppsala 1962–1984 och professor i sociologi vid University of East Africa i Dar es-Salaam (Tanzania) 1965–1967. Mellan 1987 och 1993 var han professor vid Tema vatten vid Institutionen för tema vid Linköpings universitet och sedan 1993 vid universitetet i Ottawa (Kanada). Widstrand installerades 1988 som hedersledamot vid Södermanlands-Nerikes nation.
Widstrand företog expeditioner för inspelning av folkmusik i Rumänien 1959, Sevettijärvi i Finland 1960, Sardinien 1961 och vetenskapliga expeditioner till Uganda, Kenya, Sudan och Sierra Leone. Han har författat skrifter särskilt rörande afrikanska problem. Han var sommarpratare i radio den 16 juli 1959 och den 17 augusti 1967. Han var vid sin död bosatt i Ottawa.